# Francisco Xavier de Luna Pizarro
Francisco Xavier de Luna Pizarro (født 3. november 1780, død 2. februar 1855) var en peruviansk præst og politiker, som kortvarigt var indsat som Perus præsident to gange i 1822 og 1833.
Han blev ærkebiskop af Lima i 1846.